# Joan Targ
Joan Fischer Targ (8 de juliol de 1937 - 2 de juny de 1998) fou una educadora estatunidenca que va ser una de les primeres defensores de l'alfabetització informàtica i va iniciar programes de tutoria entre iguals per a estudiants de totes les edats.
De petita, va comprar al seu germà petit, Bobby Fischer, el seu primer joc d'escacs i li va ensenyar a jugar-hi.

## Primers anys de vida
Joan Fischer va néixer a Moscou, Unió Soviètica, l'any 1937, filla de Hans-Gerhardt Fischer, un biofísic nascut a Alemanya, i la seva dona, Regina Wender Fischer, una ciutadana naturalitzada americana però nascuda a Suïssa d'ascendència jueva russa i jueva polonesa.
Regina Fischer va abandonar Moscou a causa de la persecució dels jueus als anys 30, i va portar el seu fill amb ella als Estats Units. Va parlar set idiomes amb fluïdesa i va ser professora, infermera i, finalment, metgessa.
Després de viure a diverses ciutats de diverses zones dels Estats Units, el 1948 la família es va traslladar a Brooklyn, on Regina va treballar com a professora d'escola primària i infermera. Un any més tard, a Brooklyn, Targ va ensenyar al seu germà petit, el futur campió del món d'escacs Bobby Fischer, a jugar als escacs.

## Defensora de l'educació informàtica
Targ va fundar una sèrie de programes per estudiar l'ensenyament de l'alfabetització informàtica, inclosos programes al Districte Escolar Unificat de Palo Alto, així com l'Institut de Microcomputació en Educació de la Universitat Stanford.
Les seves tècniques educatives incloïen la creació de sistemes de tutoria entre iguals mitjançant els quals un estudiant, format pels companys en un curs bàsic de programació informàtica, tutoritzava els següents estudiants. A principis de la dècada de 1980, va crear i va dirigir un programa patrocinat per la Universitat Stanford en què els estudiants de secundària van ensenyar als professors de primària els conceptes bàsics de la programació.
Un dels focus del seu treball va ser apropar l'alfabetització informàtica a les nenes, la gent gran i altres grups que estaven poc representats en informàtica.
Va ser coautora del llibre Ready, run, fun: IBM PC edition amb Jeff Levinsky.

## Vida personal
Targ va viure més tard a Palo Alto, Califòrnia i Portola Valley, rebent un màster en educació al College of Notre Dame, Belmont, Califòrnia. El seu marit, Russell Targ, treballava a SRI International com a parapsicòleg, i la seva filla, Elisabeth, també va esdevenir parapsicòloga.
Joan Targ va destacar pel seu activisme a favor de l'agricultura ecològica, després d'haver construït una granja ecològica poc després de casar-se amb Russell Targ el 1958. El 1976, ella, el seu marit i una altra família van comprar 80 acres de terra a la vall de Portola que esperaven convertir en una altra granja d'aquest tipus; una demanda dels seus veïns que intentaven bloquejar aquest ús es va resoldre a favor seu poc abans de la seva mort.

## Mort
Joan Fischer Targ va morir d'una hemorràgia cerebral a la vall de Portola als 60 anys l'any 1998.

## En la cultura popular
A la pel·lícula biogràfica de Bobby Fischer del 2014 Pawn Sacrifice, Targ va ser interpretada per Lily Rabe, amb Sophie Nélisse com a Joan adolescent.